# Pinturas sobre masonita
Las pinturas sobre masonita son una serie de 27 pinturas abstractas hechas por Joan Miró en 1936, después de que fuera declarada la Guerra Civil Española el 18 de julio del mismo año. Son obras de ruptura con sus fases anteriores, y forman parte de su etapa de "pinturas salvajes", una etiqueta establecida por el propio artista para describir las obras realizadas durante los dos años precedentes a la Guerra Civil, entre 1934 y 1936.

## Descripción, críticas
Rosa Maria Malet, licenciada en filosofía, crítica de arte, experta en la obra de Joan Miró y presidenta de su fundación en Barcelona, compara las masonitas con las pinturas salvajes inmediatamente precedentes, pintadas sobre cobre y otros materiales:

El 18 de julio se declara la guerra civil. Ante este hecho, Miró no pintará testigos de los hechos, sino una especie de exorcismos violentos y directos, las 27 masonitas. Lo que es salvaje, en esta serie, no son las representaciones, sino el acto mismo de pintar. Los monstruos son sustituidos por el ataque directo del pintor sobre la superficie, que le sirve de estímulo. La materia del fondo, la masonita, no quedará nunca escondida del todo. Encima Miró depositará el blanco de la caseína, el negro del Ripolín o alquitrán, arena, betún ... [...] Las masonitas tienen la fuerza de un grito.
Rosa Maria Malet

El Museo de Arte Moderno de Nueva York también enfatiza la violencia de la técnica empleada:

hace tiempo se sugiere que estas obras representan la respuesta de Miró a la agitación emocional y física en su país, aunque el artista insistió en que fueron producidas "a pesar de los acontecimientos". En estas obras, la narrativa es reemplazada por un mayor énfasis en la textura y los materiales, incluyendo pintura al óleo y esmalte, caseína, alquitrán, arena y ripolín. Miró a veces atacaba sus paneles de masonita violentamente, creando marcas irreversibles y transmitiendo una sensación de inmediatez cruda.
Nota de prensa, MOMA, originalmente en inglés

Las obras fueron pintadas entre Montroig y Barcelona. Poco después de pintarlas, el artista se fue del país para volver a París en el otoño de 1936, donde se instalaría durante 4 años.